# Longhai Xiang
Longhai Xiang (kinesiska: 龙海, 龙海乡) är en socken i Kina. Den ligger i provinsen Yunnan, i den sydvästra delen av landet, omkring 340 kilometer nordost om provinshuvudstaden Kunming.
Genomsnittlig årsnederbörd är 1 157 millimeter. Den regnigaste månaden är juli, med i genomsnitt 289 mm nederbörd, och den torraste är december, med 11 mm nederbörd.